# Andrzej Mikulski (biolog)
Andrzej Władysław Mikulski – polski biolog, dr hab. nauk ścisłych i przyrodniczych, adiunkt Instytutu Biologii Funkcjonalnej i Ekologii Wydziału Biologii Uniwersytetu Warszawskiego.

## Życiorys
Ukończył II Liceum Ogólnokształcące im. Stefana Batorego w Warszawie (1989). W 2002 obronił pracę doktorską Wpływ historii życia matki na fenotyp osobników potomnych: model Daphnia magna, 16 grudnia 2019 habilitował się na podstawie pracy zatytułowanej Organizm zmiennocieplny w środowisku termicznie heterogennym – model Daphnia. 
Został zatrudniony na stanowisku adiunkta w Instytucie Biologii Funkcjonalnej i Ekologii na Wydziale Biologii Uniwersytetu Warszawskiego.